# Выры (посёлок станции)
Выры — посёлок станции в Майнском районе Ульяновской области, административный центр Выровского сельского поселения.

## География
Находится на расстоянии примерно 16 километров на восток-северо-восток по прямой от районного центра поселка Майна.

## История
Посёлок станция Выры возник в 1898 году. При строительстве ветки Симбирск I — Инза Московско-Казанской (ныне Куйбышевской) ж.д. 28 декабря 1898 года через ст. «Выры» началось движение товарных и пассажирских поездов (станция начала действовать с 1915).
Назван по имени села Выры, расположенного в 5 км от него.
В 1918 году станция Выры стало местом крупных и упорных боёв, здесь проходила первая линия укреплений каппелевцев и белочехов. 10 и 11 сентября здесь находился штаб Железной дивизии во главе с Г. Д. Гаем.
6 января 1930 года, президиум исполкома Тагайского райсовета принял решение об организации на ст. Выры МТС — одной из первых в области.
В 1990-е годы работал СПК «Выровское».

## Население
Население составляло 583 человека в 2002 году (русские 69%), 574 по переписи 2010 года.

## Люди связанные с посёлком
- Полбин Иван Семёнович — советский военачальник, гвардии генерал-майор авиации (25 октября 1943 года). Дважды Герой Советского Союза [5], с 10.1918 по 5.1920 гг. работал на станции[6][7].
- Мишутин Александр Николаевич — деятель советских органов прокуратуры, родился в посёлке.

## Инфраструктура
В настоящее время в поселке имеется старое двухэтажное здание школы, в котором имеется историко-краеведческий музей. Работает Дом культуры, библиотека, отделение связи «Почта России», детсад, медпункт, нефтебаза, 2 магазина.